# コールハープル
コールハープル（マラーティー語：कोल्हापूर、Kolhapur）は、インドのマハーラーシュトラ州の都市である。人口419,000人（2001年）、主に使われる言葉はマラーティー語である。マハーラーシュトラ州の西南部、パーンチガンガー川の両岸に位置する。コールハープル・マラーター王国およびコールハープル藩王国の首都でもあった。
市内には宮殿、マハーラクシュミー寺院がある。
コールハープルチャッパル（皮製のサンダル）、コールハープルlavangi mirchi（唐辛子）、コールハープルgur（ヤシ糖）、コールハープルキュイジーヌ（ベジタリアン料理）など、市の名前をつけた言葉が多くある。